# طول مشخصه
طول مشخصه(به انگلیسی: Characteristic length) کمیتی مهم در فیزیک است که مقیاس یک سیستم فیزیکی را مشخص می‌کند. این کمیت عمدتاً در تعیین عدد رینولدز، عدد بیو و عدد ناسلت کاربرد دارد.